# Liga Departamental de Fútbol de Cusco
La Liga Deportiva Departamental de Fútbol del Cusco (cuyas siglas son LIDEFCU) es una de las 25 Ligas Departamentales de Fútbol del Perú y es la entidad rectora de las competiciones futbolísticas del departamento del Cusco. 
Fue fundada oficialmente en 1974 pero anteriormente funcionaba como Comité Departamental de Ligas de Fútbol. Su sede se encuentra ubicada en la calle Ruinas N° 200 en la Urbanización Centro Histórico en la ciudad del Cusco. Su presidente actual es Jose Díaz Aréstegui.
Forma parte del Sistema Nacional de la Copa Perú y clasifica a dos equipos para la Etapa Nacional de ese torneo.

## Ligas provinciales
La Liga Departamental administra a las 13 Ligas Provinciales que conforman el departamento:
- Liga Provincial de Acomayo
- Liga Provincial de Anta
- Liga Provincial de Calca
- Liga Provincial de Canas
- Liga Provincial de Canchis
- Liga Provincial de Chumbivilcas
- Liga Provincial de Cusco
- Liga Provincial de Espinar
- Liga Provincial de La Convención
- Liga Provincial de Paruro
- Liga Provincial de Paucartambo
- Liga Provincial de Quispicanchi
- Liga Provincial de Urubamba

## Lista de campeones
| Año  | Campeón                                   | Ciudad                                    | Subcampeón                                | Ciudad                                    |
| ---- | ----------------------------------------- | ----------------------------------------- | ----------------------------------------- | ----------------------------------------- |
| 1966 | Cienciano                                 | Cusco                                     | Manco II                                  | Quillabamba                               |
| 1967 | Cienciano                                 | Cusco                                     | Social Magisterio                         | Calca                                     |
| 1968 | Dep. Garcilaso                            | Cusco                                     | Agropecuario                              | Calca                                     |
| 1969 | Dep. Garcilaso                            | Cusco                                     |                                           |                                           |
| 1970 | Cienciano                                 | Cusco                                     | Enrique P. Mejía                          | Sicuani                                   |
| 1971 | Cienciano                                 | Cusco                                     |                                           |                                           |
| 1972 | Cienciano                                 | Cusco                                     |                                           |                                           |
| 1973 | Dep. Salesiano                            | Cusco                                     | Mariano Santos                            | Urcos                                     |
| 1974 | Dep. Garcilaso                            | Cusco                                     | Banco de la Nación                        | Sicuani                                   |
| 1975 | Dep. Garcilaso                            | Cusco                                     | Electro Perú                              | Cusco                                     |
| 1976 | Manco II                                  | Quillabamba                               |                                           |                                           |
| 1977 | Universitario                             | Cusco                                     | Manco II                                  | Quillabamba                               |
| 1978 | Universitario                             | Cusco                                     | Manco II                                  | Quillabamba                               |
| 1979 | Dep. Garcilaso                            | Cusco                                     |                                           |                                           |
| 1980 | Dep. Garcilaso                            | Cusco                                     |                                           |                                           |
| 1981 | Dep. Garcilaso                            | Cusco                                     |                                           |                                           |
| 1982 | Cienciano                                 | Cusco                                     |                                           |                                           |
| 1983 | Dep. Tahuantinsuyo                        | Cusco                                     |                                           |                                           |
| 1984 | Dep. Tahuantinsuyo                        | Cusco                                     |                                           |                                           |
| 1985 | Dep. Tintaya                              | Yauri                                     | Universitario                             | Calca                                     |
| 1986 | Guardia Republicana                       |                                           |                                           |                                           |
| 1987 | Estudiantes Garcilaso                     | Wanchaq                                   |                                           |                                           |
| 1988 | Estudiantes Garcilaso                     | Wanchaq                                   |                                           |                                           |
| 1989 | Estudiantes Garcilaso                     | Wanchaq                                   |                                           |                                           |
| 1990 | Dep. Garcilaso                            | Cusco                                     |                                           |                                           |
| 1991 | Dep. Garcilaso                            | Cusco                                     |                                           |                                           |
| 1992 |                                           |                                           |                                           |                                           |
| 1993 | Dep. Municipal                            | Quillabamba                               |                                           |                                           |
| 1994 | Antenor Escudero                          | Tinta                                     | Santa Rosa                                | Quillabamba                               |
| 1995 | Ingeniería Civil                          | Cusco                                     |                                           |                                           |
| 1996 | Dep. Garcilaso                            | Cusco                                     |                                           |                                           |
| 1997 | Juventud Progreso                         | Wanchaq                                   | Unión Amauta                              | Yauri                                     |
| 1998 | Dep. Garcilaso                            | Cusco                                     |                                           |                                           |
| 1999 | Tintaya Marquiri                          | Yauri                                     | Alianza Zarzuela                          | Santiago                                  |
| 2000 | Dep. Garcilaso                            | Cusco                                     | Atl. Juventud Inclán                      | Calca                                     |
| 2001 | Dep. Garcilaso                            | Cusco                                     | Estudiantes El Amauta                     | Sicuani                                   |
| 2002 | Senati                                    | Cusco                                     | Estrellas Tintaña                         | Coporaque                                 |
| 2003 | Dep. Garcilaso                            | Cusco                                     |                                           |                                           |
| 2004 | Estudiantes                               | Calca                                     | Dep. Garcilaso                            | Cusco                                     |
| 2005 | Dep. Garcilaso                            | Cusco                                     | Estudiantes                               | Calca                                     |
| 2006 | Dep. Municipal                            | Echarati                                  | Cienciano Junior                          | Cusco                                     |
| 2007 | Dep. Garcilaso                            | Cusco                                     | Dep. Municipal                            | Echarati                                  |
| 2008 | Dep. Garcilaso                            | Cusco                                     | Atl. Santa Rosa                           | Quillabamba                               |
| 2009 | Humberto Luna                             | Calca                                     | Dep. Garcilaso                            | Cusco                                     |
| 2010 | Real Garcilaso                            | Cusco                                     | Humberto Luna                             | Calca                                     |
| 2011 | Virgen del Carmen                         | Anta                                      | Humberto Luna                             | Calca                                     |
| 2012 | Manco II                                  | Quillabamba                               | Estudiantes                               | Calca                                     |
| 2013 | Dep. Yawarmayu                            | Santo Tomás                               | Real Municipal                            | Coporaque                                 |
| 2014 | Unión Alto Huarca                         | Yauri                                     | Dep. Yawarmayu                            | Santo Tomás                               |
| 2015 | Alfredo Salinas                           | Yauri                                     | Dep. Garcilaso                            | Cusco                                     |
| 2016 | Dep. Garcilaso                            | Cusco                                     | Juventus Mollepata                        | Mollepata                                 |
| 2017 | Dep. Garcilaso                            | Cusco                                     | Dep. Municipal                            | Quillabamba                               |
| 2018 | Dep. Garcilaso                            | Cusco                                     | Deportivo Robles                          | Calca                                     |
| 2019 | Dep. Garcilaso                            | Cusco                                     | Yawar's                                   | Ollantaytambo                             |
| 2020 | No se disputó por la Pandemia de COVID-19 | No se disputó por la Pandemia de COVID-19 | No se disputó por la Pandemia de COVID-19 | No se disputó por la Pandemia de COVID-19 |
| 2021 | No se disputó por la Pandemia de COVID-19 | No se disputó por la Pandemia de COVID-19 | No se disputó por la Pandemia de COVID-19 | No se disputó por la Pandemia de COVID-19 |
| 2022 | Dep. Garcilaso                            | Cusco                                     | Defensor Cubillas                         | Espinar                                   |
| 2023 | Atlético Juventud Inclán                  | Calca                                     | Defensor Cubillas                         | Espinar                                   |
| 2024 | Juventud Progreso                         | Wanchaq                                   | Juventud Alfa                             | Písac                                     |